# Markus Höffer-Mehlmer
Markus Höffer-Mehlmer (* 7. April 1958 in Köln) ist ein deutscher Kabarettist, Publizist und Erziehungswissenschaftler.

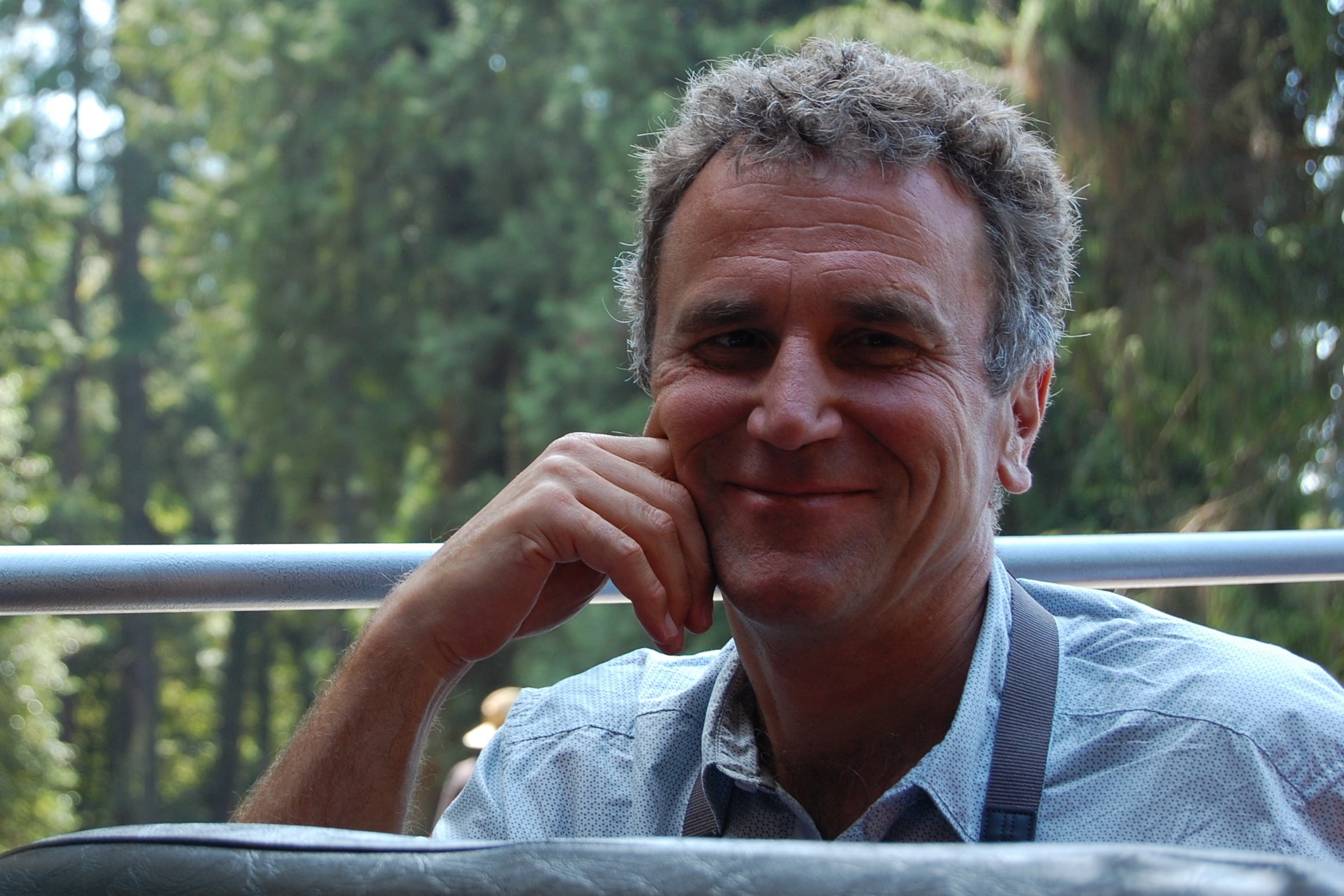
Markus Höffer-Mehlmer

## Studium und Wissenschaft
Nach dem Abitur am Hölderlin-Gymnasium in Köln-Mülheim studierte er Sozialpädagogik in Köln und Pädagogik in Frankfurt/Main. Er promovierte in Pädagogik, Spanisch und vergleichender Sprachwissenschaft, dann  habilitierte er sich in Pädagogik. Er arbeitete als Jugendpfleger, Bildungsreferent und als Hochschullehrer an der Johannes Gutenberg-Universität Mainz und der Universität Koblenz-Landau sowie als Gastdozent und Lehrbeauftragter an den Universitäten Darmstadt, Trier, Valencia (Spanien), Istanbul und Muğla 
(Türkei). Seit 2013 ist er außerplanmäßiger Professor an der Johannes Gutenberg-Universität Mainz.

## Fastnacht und Kabarett

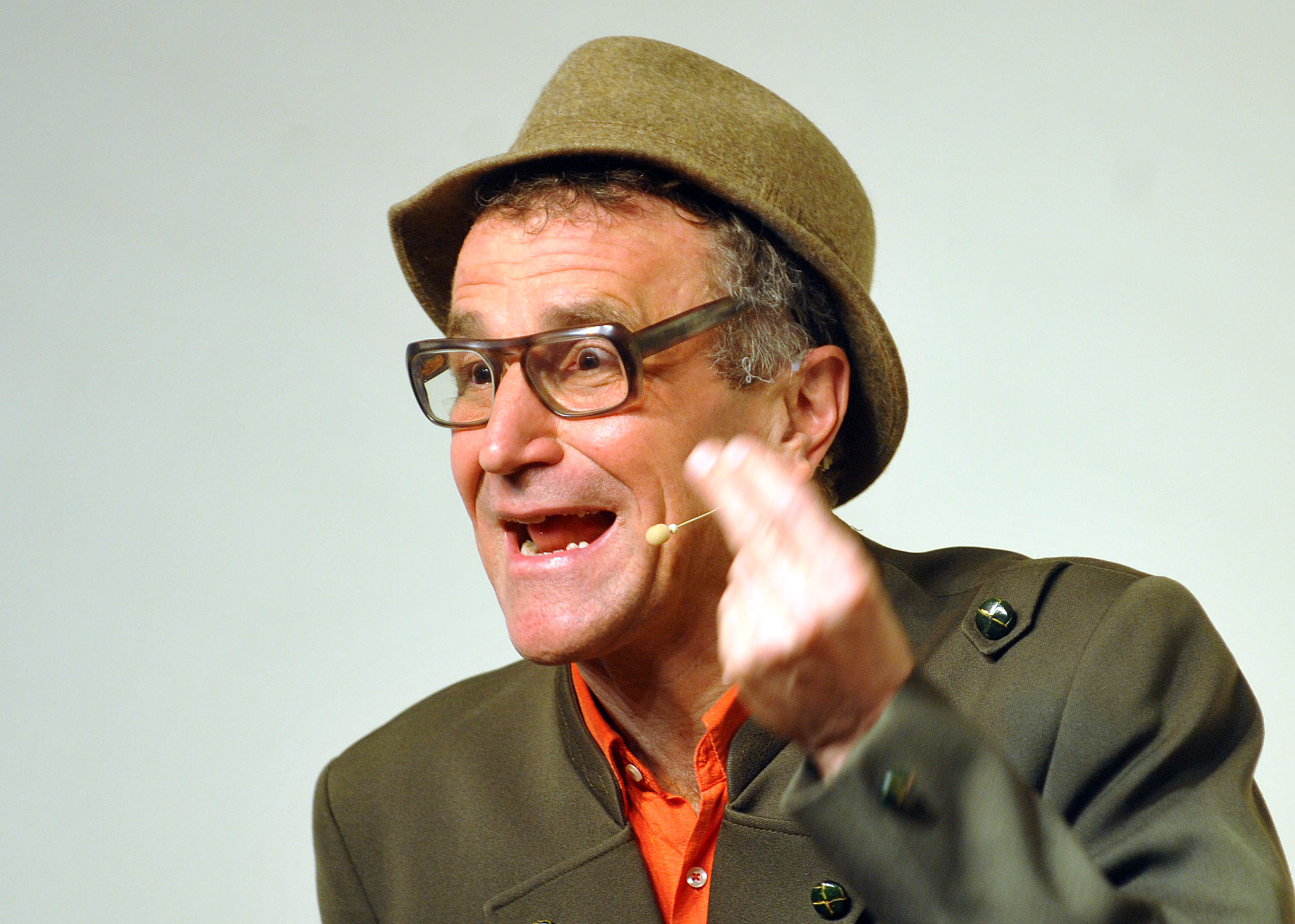
Büb Käzmann als Anlageberater

Markus Höffer-Mehlmer gehörte 1995 zu den Gründungsmitgliedern des alternativen Mainzer Fastnachtsvereins Meenzer Drecksäck. Seit 2006 ist er als Solo-Kabarettist Büb Käzmann unterwegs.
Seit 2016 produziert er für mehrere Zeitungen im Rhein-Main-Gebiet (VRM_(Medienunternehmen)) die Video-Kolumne "Bübs Bilanz".

## Veröffentlichungen (Auswahl)
- Elternratgeber. Zur Geschichte eines Genres. Baltmannsweiler 2003. ISBN 3-89676-700-3.
- Hg.: Bildung. Wege zum Subjekt. Mit Beiträgen von Joseph Aigner u. a., Baltmannsweiler 2003. ISBN 3-89676-719-4.
- Studienbrief Persönlichkeits- und Kreativitätsförderung im Rahmen des Fernstudiums Erwachsenenbildung, Kaiserslautern 2003.
- Studienbrief Methoden der Erwachsenenbildung. Kaiserslautern 2009.
- Approaches of Measuring the Quality of Teaching. Post and undergraduate Studies for the Ministry of Education, Eritrea Kaiserslautern 2009.
- Modernisierung und Sozialarbeit in Spanien. Neuausgabe. Bremen 2009. ISBN 3-941482-20-3.
- Hg.: Bis hierher … und weiter. Neue Ansätze der Alphabetisierung und Grundbildung. Mainz 2011.
- Fettnäpfchenführer Mexiko (gemeinsam mit Sara Mehlmer). Meerbusch 2019. ISBN 978-3-95889-192-0.